# Тальтс, Яан
Яан Тальтс (эст. Jaan Talts; по советскому паспорту — Яан Аугустович Тальтс; р. 19 мая 1944 года, пос. Массиару, Пярнуский район, Эстонская ССР, СССР) — советский тяжелоатлет, олимпийский чемпион и серебряный призёр Олимпиад, заслуженный мастер спорта СССР (1969). Вице-президент EWF.

## Биография
Яан Тальтс родился 19 мая 1944 года в посёлке Массиару Пярнуского района, Эстонской ССР, СССР.
Окончил Тихеметсаский сельскохозяйственный техникум в 1963 году. Выступал за Добровольное спортивное общество «Йыуд» (Таллин). Член КПСС с 1974 года.
Выступал в полутяжёлом (до 90 кг) и тяжёлом (до 110 кг) весе.
Вошёл в составленный в 1999 году по результатам письменного и онлайн-голосования список 100 великих деятелей Эстонии XX века.

## Спортивные достижения
- Чемпион Олимпийских игр в Мюнхене (1972).
- Серебряный призёр Олимпийских игр в Мехико (1968)
- Двукратный чемпион мира (1970, 1972).
- Двукратный серебряный призёр чемпионатов мира (1968, 1969).
- Четырёхкратный чемпион Европы (1968—1970, 1972).
- Трёхкратный чемпион СССР (1967, 1968, 1972).
- Серебряный призёр чемпионата СССР (1966).
- Установил 43 рекорда мира (1967—1973).
- Установил 49 рекордов СССР.

## Награды
Награждён двумя орденами Трудового Красного Знамени (1970, 1972) и медалью «За трудовую доблесть» (1969). В 1998 году был внесён в списки Зала Славы Международной федерации тяжёлой атлетики.
Лауреат Литературной премии Эстонской ССР имени Юхана Смуула (1983).